# نیروی زمینی فنلاند
نیروی زمینی فنلاند (انگلیسی: Finnish Army) زیرمجموعه نیروی دفاعی فنلاند است که فعالیت خود را از سال ۱۹۱۸ آغاز کرد.

## جنگ جهانی دوم

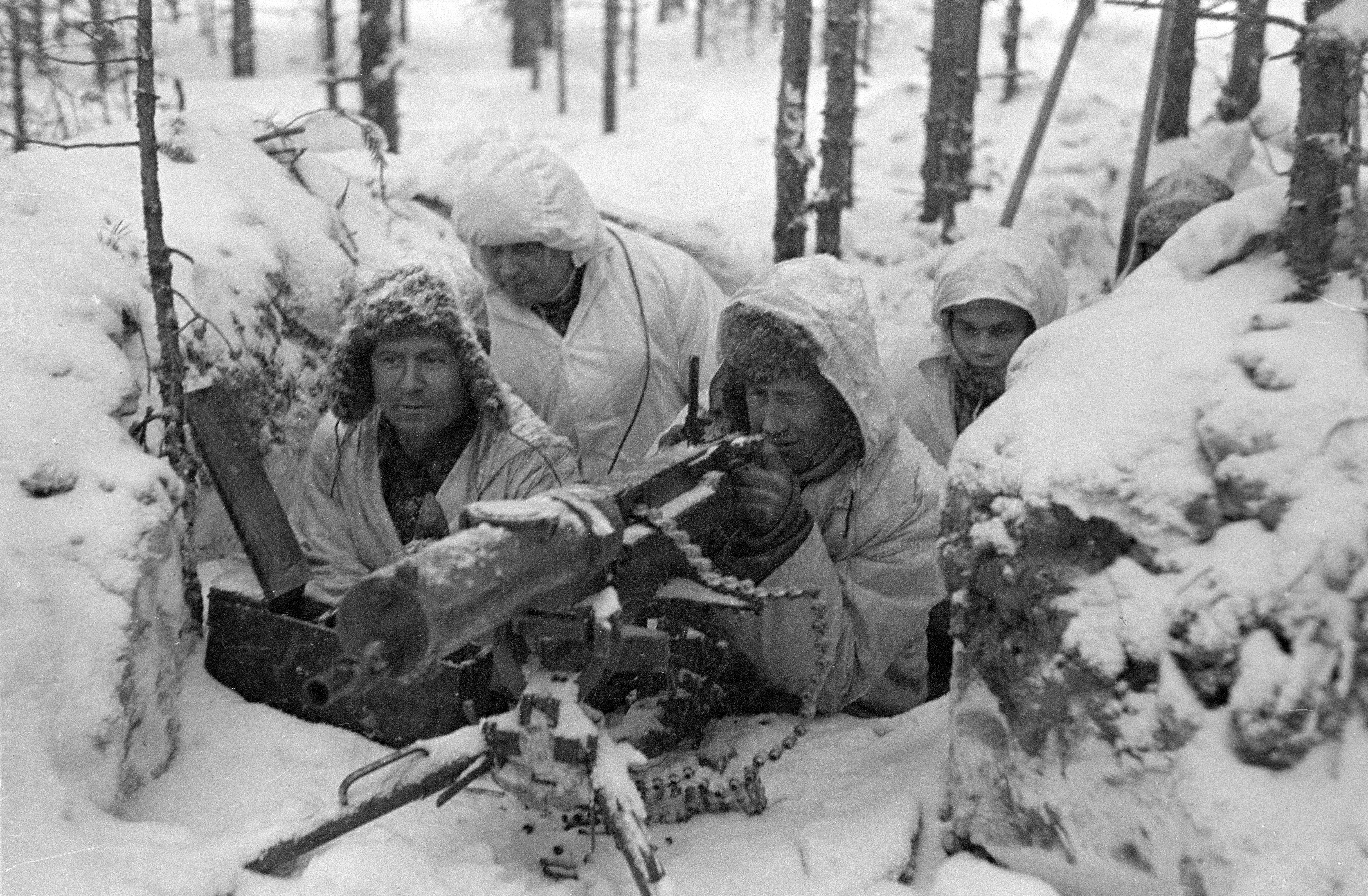
سربازان فنلاند در یک پست مسلسل در طول جنگ زمستانی

نیروی زمینی فنلاند متشکل از ۹ لشکر میدانی، ۴ تیپ و تعدادی گردان و گروهان مستقل کوچک در آغاز جنگ زمستانی در سال ۱۹۳۹ بود. نیروی زمینی به سه سپاه سازماندهی شد. سپاه دوم و سوم در ارتش ایستموس سازماندهی شدند که در تنگه کارلی، محل احتمالی حمله اصلی شوروی قرار داشت. سپاه چهارم از منطقه شمال دریاچه لادوگا دفاع کرد. دفاع از بقیه مرزها تا پتسامو توسط اقیانوس منجمد شمالی به گروه فنلاند شمالی که متشکل از تعداد انگشت‌شماری گردان مستقل بود داده شد.
به منظور سازماندهی جایگزینی برای واحدها، یک تیپ جایگزین میدانی متشکل از ۹ گردان تشکیل شد. اما به دلیل شدت حمله شوروی از گردان‌ها به عنوان نیروهای رزمی استفاده می‌شد. همچنین سه بخش جایگزین از نیروهای ذخیره موجود نیز تشکیل شد. با نگران‌کننده‌تر شدن وضعیت، لشکرهای ۱ و ۳ جایگزین، به لشکرهای ۲۱ و ۲۳ تبدیل شدند و در ۱۹ دسامبر به جبهه اعزام شدند. لشکر دوم جایگزین به عنوان هنگ‌های انفرادی در شمال فنلاند مستقر شد.

## ادامه

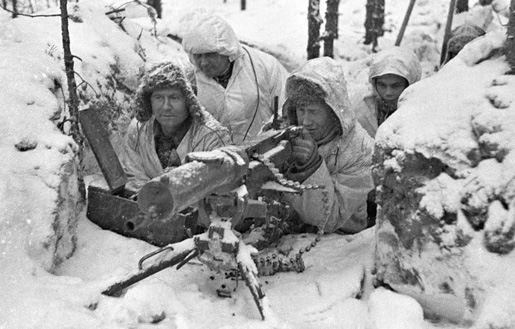
استقرار مسلسل فنلاندی در حدود 100 متری دشمن. Maxim M1910 در خدمت فنلاند1940-02-21

ارتش کارلیا در ۲۹ ژوئن ۱۹۴۱ بلافاصله پس از شروع جنگ پس‌آیند تشکیل شد. در طول جنگ هفت سپاه فنلاند در میدان حضور داشتند. در طول جنگ، نیروی زمینی فنلاند مسئول جبهه از خلیج فنلاند تا کاینو بود. مسئولیت جبهه در شمال فنلاند بر عهده ارتش نروژ ورماخت بود. در طول تابستان و پاییز ۱۹۴۱، نیروی زمینی فنلاند مناطقی را که در جنگ زمستانی به اتحاد جماهیر شوروی از دست داده بود، دوباره فتح کرد و به عمق خاک شوروی در کارلیای شرقی پیشروی کرد. در زمستان ۱۹۴۲، رهبری سیاسی فنلاند به عملیات تهاجمی پایان داد و جبهه برای بیش از دو سال راکد ماند.
دوره نسبتاً غیرفعال جنگ ثابت به‌طور ناگهانی در ژوئن ۱۹۴۴ پایان یافت، زیرا اتحاد جماهیر شوروی سوسیالیستی چهارمین حمله استراتژیک خود را آغاز کرد. در نتیجه، نیروی زمینی فنلاند مناطق وسیعی از تنگه کارلیا را از دست داد، مهمتر از همه ویبورگ، یک شهر بزرگ، و مجبور به عقب‌نشینی از کارلیای شرقی شد. با این حال، در نبرد سرنوشت ساز تالی-ایهانتالا، پیشروی شوروی متوقف شد. اتحاد جماهیر شوروی نیروهای خود را برای نبردها در اروپای مرکزی متمرکز کرد و فنلاند در سپتامبر ۱۹۴۴ صلح جداگانه‌ای امضا کرد.